# Zveza športnih društev Slovan
Zveza športnih društev Slovan je bila ustanovljena leta 1913 kot Športni klub Slovan, ki je sodil med začetnike organizirane športne dejavnosti na območju Jugoslavije. V začetku so bili v ospredju društva nogometaši, kasneje so priključili še boksarji, rokometaši, igralci namiznega tenisa in košarkarji. Leta 1938 je policija pod pretvezo finančnih težav društvo razpustila. Po koncu druge svetovne vojne je bilo ponovno vzpostavljeno, preselilo se je tudi iz Zelene jame na Kodeljevo, kjer so leta 1958 zgradili Športni park Kodeljevo. Leta 1978 je Slovan prejel Bloudkovo nagrado za »preobrazbo športnega življenja v širšem območju Ljubljane«. Aktualni predsednik Slovana je Alojz Mavrič, ki je mandat nastopil leta 2011, pred njim so zvezo vodili Boštjan Dodič, Vlado Zlobko in Jože Borštnar. Velik pečat je pustil tudi dolgoletni sekretar in pisatelj Marjan Rožanc.
Rokometno društvo je največji uspeh doseglo v letih 1980 z osvojitvijo naslova jugoslovanskega državnega prvaka in 1981 z uvrstitvijo v finale evropskega pokala državnih prvakov. Jedro takratne ekipe so sestavljali uveljavljeni rokometaši Radivoj Krivokapić, Vlado Bojovič, Miha Bojovič, Marjan Gorišek, Stojan Šumej, Peter Mahne, Matjaž Tominec, Vili Ban in Vlado Brglez, trenerja sta bila Leopold Jeras leta 1980 in Jože Šilc leta 1981. V času od osamosvojitve so se iz Slovana v rokometno reprezentanco prebili Uroš Zorman, Andrej Kastelic, Ognjen Backovič, Boštjan Ficko, Gregor Cvijič, Uroš Bundalo in selektor Boris Denič.
Košarkarsko društvo je v šestdesetih letih dvajsetega stoletja pet sezon igralo v prvi jugoslovanski ligi, prvič leta 1964 pod vodstvom trenerja Staneta Ureka. Leta 1971 je mladinsko moštvo osvojilo naslov mladinskega državnega prvaka z Jožetom Papičem in Francijem Volajem na čelu, v članskem moštvu pa je izstopal Bojan Brodnik. Po osamosvojitvi Slovenije je klubu uspel preporod. Pod vodstvom Vojka Herksla in drugih trenerjev so se na Slovanu izšolali Rašo Nesterovič, Jaka Lakovič, Marko Maravič in Boštjan Leban ter v sledečih letih še nadaljnji državni reprezentanti Slavko Duščak, Aleš Kunc, Uroš Slokar, Miha Zupan, Goran Dragić, Zoran Dragić, Gašper Vidmar, Mirza Begić, Emir Preldžić, Jaka Klobučar in Jaka Blažič.
V obdobju med svetovnima vojnama je v Slovanovem nogometnem društvu najbolj izstopal Dolfe Gerjol, v šestdesetih in sedemdesetih letih pa vratar Anton Žabjek. Trikrat se je klubu uspelo uvrstiti v drugo jugoslovansko ligo, toda vsakič so že v naslednji sezoni iz nje izpadli. Klubu je prinesel vidnejši napredek sistem nogometnih krožkov v bližnjih šolah, ki ga je uveljavil trener Franjo Frančeškin skupaj z Brankom Elsnerjem. Plod take vzgoje je bil tudi Marko Elsner, ki je že pri šestnajstih letih debitiral v prvi postavi Slovana ter kasneje uspešno nastopal za Olimpijo, Crveno Zvezdo in jugoslovansko reprezentanco. Iz Slovanove šole so izšli tudi slovenski reprezentanti Aleš Čeh, Željko Milinovič, Aleksander Knavs, Gregor Židan, Sebastjan Cimerotič, Ermin Rakovič, Samir Handanović, Zlatan Ljubijankić in Zoran Ubavič, delno tudi Sašo Udovič, Robert Englaro, Milivoje Novaković in Andraž Kirm.
Zveza združuje enajst športnih društev:
- Akademsko atletsko društvo Slovan
- Golf klub Ljubljana
- Karate društvo Slovan
- Kolesarsko društvo Slovan
- Košarkarsko društvo Slovan
- Namiznoteniško društvo
- Nogometno društvo Slovan
- Rokometno društvo Slovan
- Rekreativno društvo Slovan
- Smučarski klub Snežinka
- Teniško društvo Slovan